# 烏斯季傑古塔區

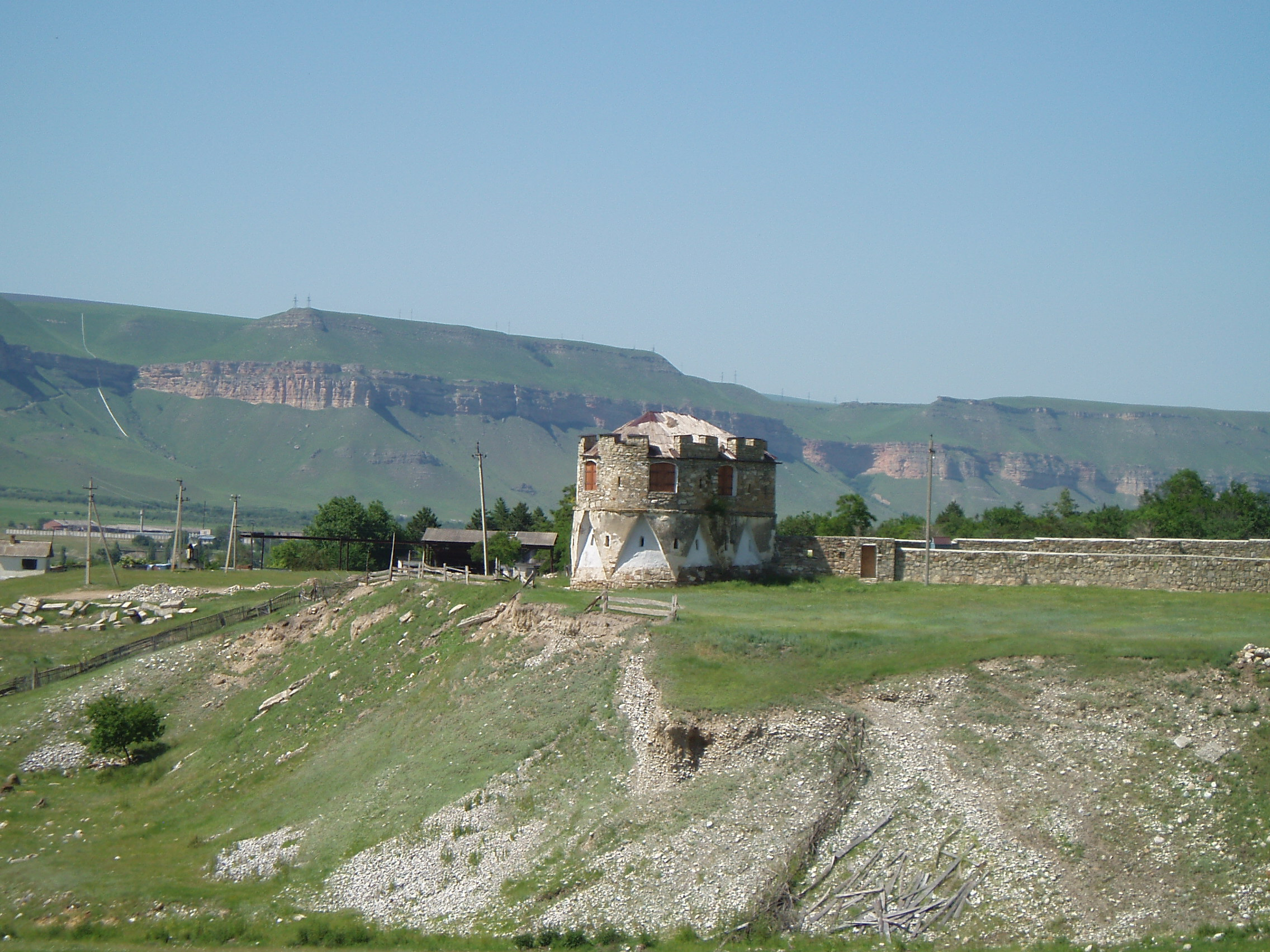

44°06′N 41°59′E / 44.100°N 41.983°E
烏斯季傑古塔區（俄语：Усть-Джегутинский район），是俄羅斯的一個區，位於該國西南部，由卡拉恰伊-切爾克斯共和國負責管轄，面積992平方公里，2010年人口50,641，人口密度每平方公里51.05人。